# Musaranya aquàtica de Borneo
La musaranya aquàtica de Borneo (Chimarrogale phaeura) és una espècie de musaranya endèmica de Malàisia.
Està amenaçada per la pèrdua del seu hàbitat natural.